# Miriochrus minimus
Miriochrus minimus – gatunek chrząszcza z rodziny kózkowatych i podrodziny zgrzypikowych. Jedyny przedstawiciel rodzaju Miriochrus.

## Zasięg występowania
Ameryka Południowa, występuje w Paragwaju.